# 혼조촌 (야마가타현)
혼조촌(本庄村)은 야마가타현 미나미무라야마군에 있던 촌이다.

## 역사
- 1889년 4월 1일 - 정촌제 시행에 수반해 미나미무라야마군 혼조촌이 성립하였다.
- 1912년 8월 - 미나자와 지구 대표가 센다이 광산 감독서장에게 광산 정지 신청서 제출
- 1912년 12월 - 현 지사에게 아카야마 광산의 광독 피해 대책에 대해 '피해 인민 대표'가 청원서를 제출하였다.
- 1913년 2월 - 혼조 촌장인 유하라 토지로(湯原虎次郎)가 농상공부 장관에게 '광독 피해 관련 청원서'를 제출하였다.
- 1913년 6월 - 혼조 촌장 소가베 나오키의 중재로 아카야마 광산 측이 1,100엔의 손해배상액으로 지주와 농민들이 타협함
- 1954년 10월 1일 - 가미노야마정, 니시고촌, 히가시촌, 미야오촌, 나카가와촌과 합병, 시로 승격해 가미노야마시가 성립하여 소멸했다. 마지막 촌장 스다 요시노스케는 합병 후에도 촌사무소 전 직원을 시 직원으로 남기는 조건으로 합병에 동의했다.

## 행정
- 소멸 당시(1954년 9월 30일) 개요
  - 촌장: 스다 요시노스케
  - 촌의회 의장: 키타자와 토시오
  - 의원 정수: 16명
  - 면적: 31.93k㎡(약 3만1,000평방미터)
  - 인구: 3,927명
  - 세대수 : 615세대

## 교통

### 도로
- 우슈 가도

## 참고문헌
- 『市町村名変遷辞典』東京堂出版、1990年。